# شوئیچی ناکایاما
ناکایاما شوئیچی (۶ آوریل ۱۸۸۹ / ۲۲ میجی - ۲۰ مارس ۱۹۴۵ /۲۰ شووا) دیپلمات ژاپنی و سفیر این کشور در ایران بود.

## زندگی و حرفه
شوئیچی در استان کیوتو به دنیا آمد و در سال ۱۹۱۳ (۲ تایشو) از دانشکده حقوق دانشگاه امپراتوری کیوتو فارغ‌التحصیل شد. او در سال ۱۹۱۶ (۵ تایشو) با موفقیت در آزمون دیپلماتیک و کنسولی پذیرفته شد و نخستین مأموریت خود را به عنوان دستیار کنسول در هانکو آغاز کرد. سپس در سمت‌های گوناگونی خدمت نمود؛ از جمله: عضو دپارتمان امور سیاسی نیروی اعزامی پورا-شیو، دستیار دیپلمات در روسیه، مقام در وزارت امور خارجه، عضو بخش دوم دفتر تجارت، دبیر سوم و دبیر دوم سفارت ژاپن در ایالات متحده، کنسول و مقام نیوژوانگ در دفتر کوانتونگ، مقام وزارت امور خارجه، رئیس بخش‌های اول و دوم دفتر آسیا، دبیر اول سفارت ژاپن در بریتانیا، دبیر اول سفارت جمهوری چین که بعدها به عنوان مشاور همان سفارت نیز فعالیت کرد. او از سال ۱۹۳۴ (۹ شووا)، به عنوان مشاور در سفارت ژاپن در ایتالیا خدمت کرد و در سال ۱۹۳۷ (۱۲ شووا)، به عنوان وزیر مختار ژاپن در ایران منصوب شد.

## جوایز و افتخارات
- ۱۵ اوت ۱۹۴۰ (۱۵ شووا) - نشان یادبود ۲۶۰۰مین سالگرد تأسیس امپراتوری[۳]